# Cyphomandra adenotricha
Cyphomandra adenotricha là loài thực vật có hoa trong họ Cà. Loài này được (Dunal) Dunal mô tả khoa học đầu tiên năm 1852.